# Córka Neptuna
Córka Neptuna (ang. Neptune’s Daughter) – amerykański film muzyczny z 1949 roku.

## Obsada
- Esther Williams – Eve Barrett
- Red Skelton – Jack Spratt
- Ricardo Montalbán – Jose O’Rourke
- Betty Garrett – Betty Barrett
- Keenan Wynn – Joe Backett
- Xavier Cugat – Sam
- Ted de Corsia – Lukie Luzette
- Mike Mazurki – Mac Mozolla
- Mel Blanc – Pancho
- George Mann – Wysoki kowboj
- Frank Mitchell – Mały kowboj